# Adular

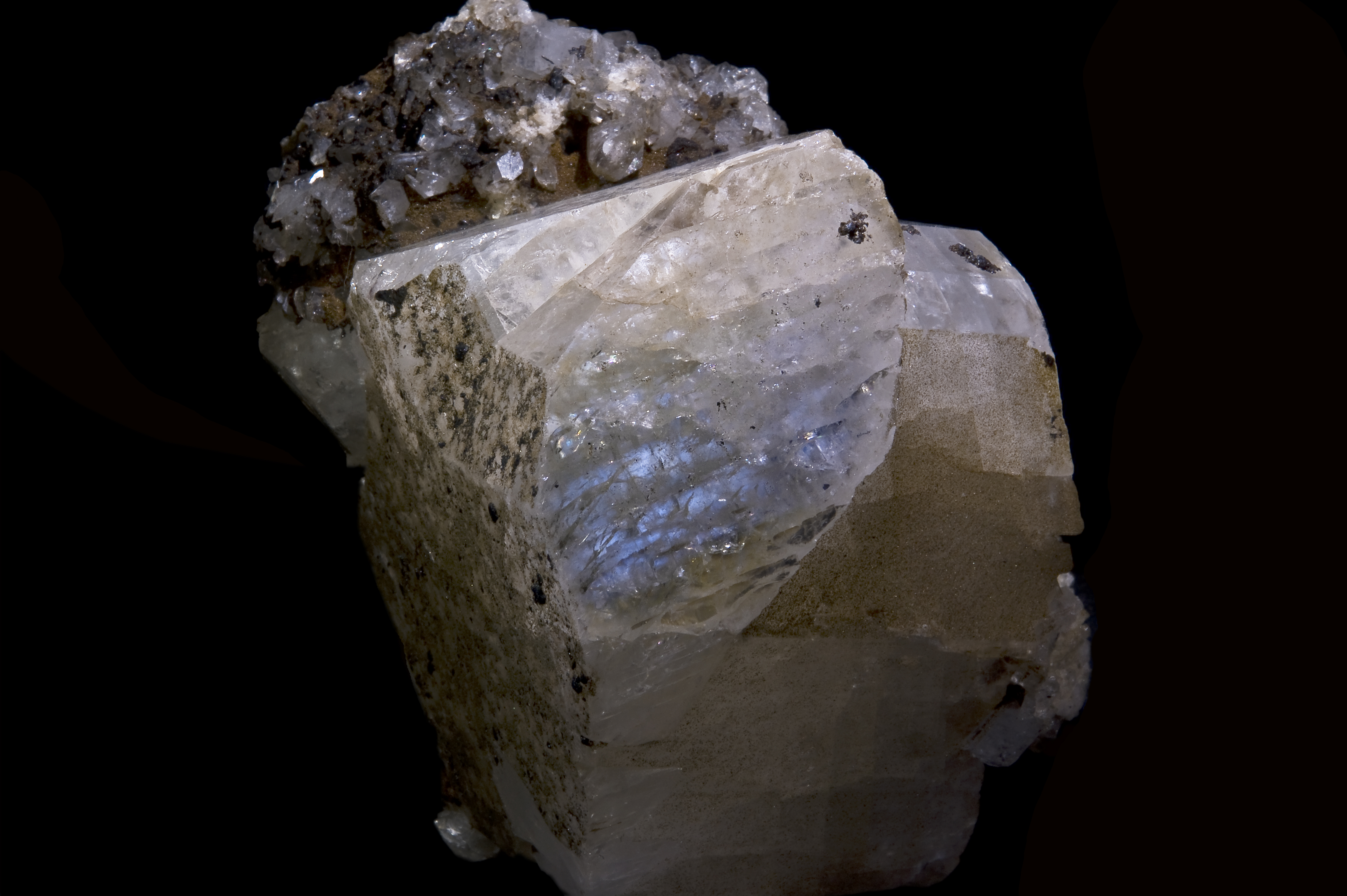
Cristal de adular din munții Adula, Elveția (7x6,5 cm)

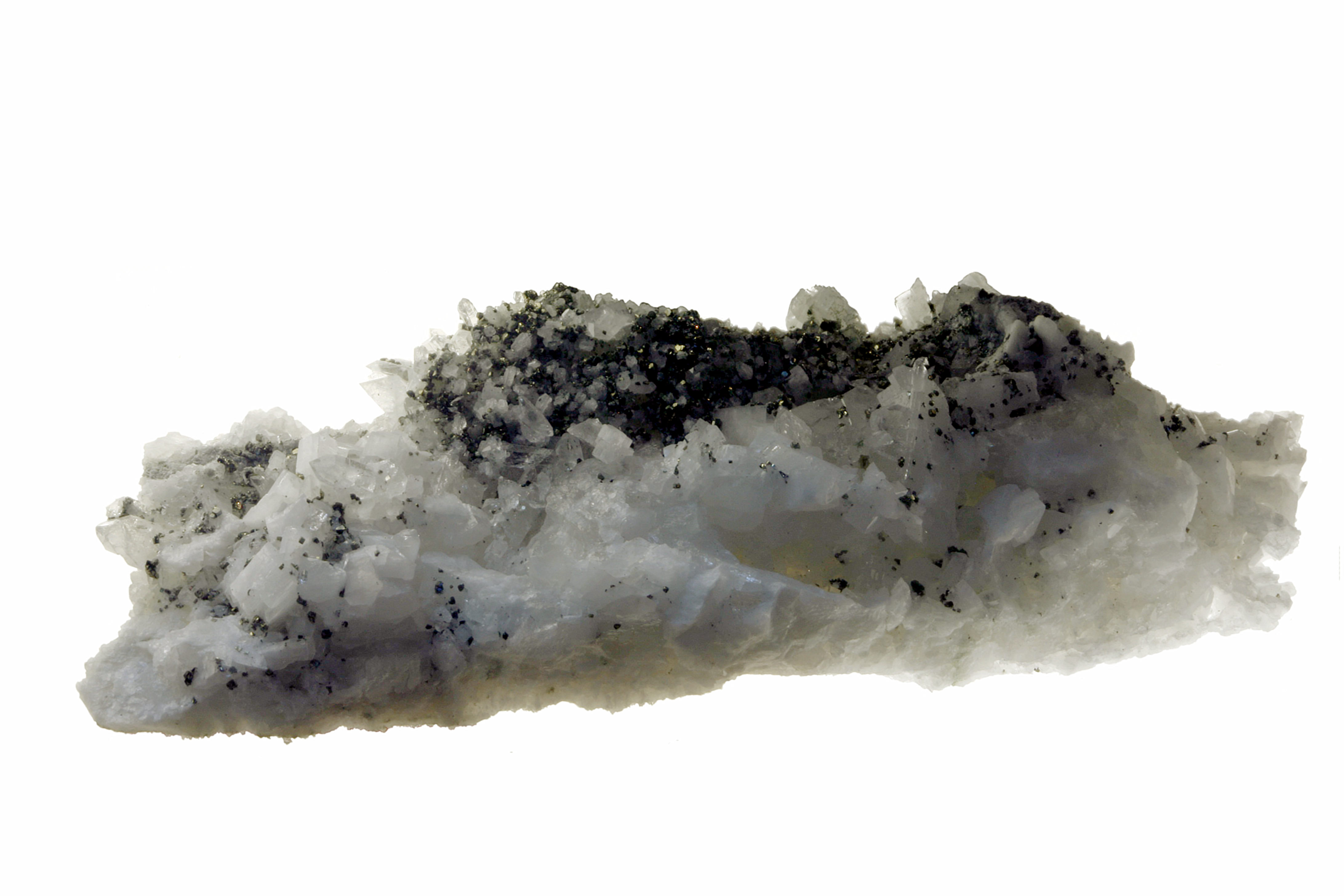
Cristale de adular cu pirită

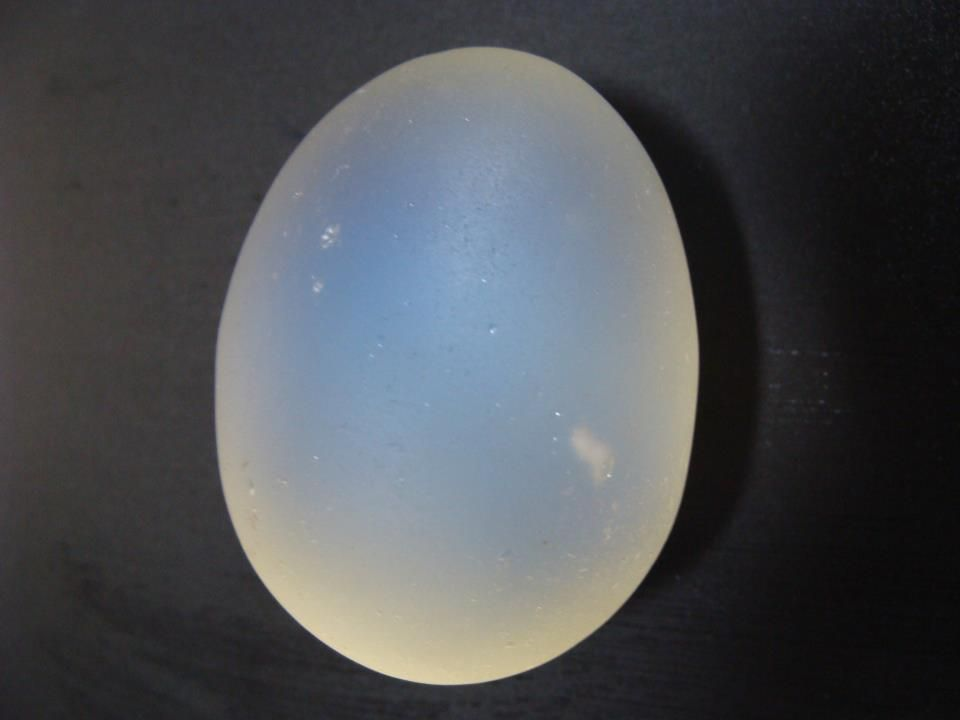
Cristal de adular (piatra lunii) tăiat în caboșon

Mineralul adular este o varietate de ortoclaz cunoscut și ca piatra lunii. 

## Istoric și etimologie
Denumirea provine din cuvântul latin Adula, vechea denumire a Muntelui St. Gotthard din Elveția.

## Descriere
Face parte din grupul feldspaților. Este transparent, incolor, cu reflexe argintii, cristalizat în sistemul monoclinic sau triclinic.

## Depozite
Se întâlnește în Elveția, în Munții Alpi la Aular-Berstock (unde s-a găsit prima dată), în Austria la Zillertal și Habachtal, în Italia la Val di Vizze și Val Medel, în Franța la Val d'Isere, Germania, Myanmar, Mexic.
În România se găsește în unele roci vulcanice din Maramureș, din Munții Metaliferi și din Dobrogea, în parte ca produs de transformare a plagioclazilor sub influența soluțiilor apoase fierbinți.

## Utilizare
Adularul este întrebuințat în industria ceramică sau la fabricarea sticlei. În China este utilizat pe scară largă pentru confecționarea de bijuterii.